# ژربتسه (استان لوبلین)
ژربتسه (به لهستانی:  Źrebce) یک روستا در لهستان است که در گمینا سوووو واقع شده‌است.